# Nathalie Muylle
Nathalie Muylle (Roeselare, 8 februari 1969) is een Belgisch politica voor CD&V.

## Biografie
Nathalie Muylle studeerde in 1991 af in de politieke en de sociale wetenschappen aan de KU Leuven, met de specialisatie internationale betrekkingen. Na haar studies was ze van 1991 tot 2000 winkeldirecteur bij GB, later Carrefour. Van 2000 tot 2004 was ze adviseur en regioverantwoordelijke bij KBC Verzekeringen. Ze nam voor de eerste maal deel aan gemeenteraadsverkiezingen in 2000 in haar thuisstad Roeselare. 
In 2004 werd ze lid van de Kamer van volksvertegenwoordigers als opvolger van Yves Leterme die minister-president werd. Ze werd herkozen bij de verkiezingen van 2007, 2010, 2014 en die van 2019. Ze werd actief in de commissie Volksgezondheid, waarvan ze van 2014 tot 2019 ondervoorzitter was, en de commissie Buitenlandse Betrekkingen. In maart 2020 verliet ze de Kamer toen ze minister werd in de regering-Wilmès II.
De wet Muylle-Vandenbergh die in de legislatuur 2007-2010 tot stand kwam, zorgde voor de invoering van het algemeen rookverbod. De wet voorzag enkel een overgangsperiode voor de cafés waar niet wordt gegeten. Door de uitspraak van het grondwettelijk hof in maart 2011 verviel deze overgangsregeling en kwam er dus op 1 juli 2011 een algemeen rookverbod in alle horecazaken. En ander wetgevend initiatief uit 2015 aangaande de erkenning van de klinisch psychologen en orthopedagogen draagt eveneens haar naam. Als Kamerlid behartigde ze ook thema's zoals de organisatie en financiering van de ziekenhuizen en de erkenning van de zorgberoepen
Muylle is sinds 2007 lid van de gemeenteraad van haar woonplaats Roeselare, waar ze fractieleider was van de CD&V. In februari 2010 volgde ze schepen Frans Dochy op en werd ze bevoegd voor duurzaamheid, patrimonium en jeugd. Na de gemeenteraadsverkiezingen van 2012 bleef ze aan als schepen voor duurzaamheid, patrimonium en stedenbouw. Na de gemeenteraadsverkiezingen van 2018 werd ze opnieuw schepen, bevoegd voor omgevingsvergunningen, stadsontwikkeling, patrimonium en onderwijs. Ze bleef schepen tot in oktober 2019, toen ze minister werd. Ze werd opgevolgd door Tom Vandenkendelaere. Na het einde van haar ministerschap werd ze in december 2020 opnieuw schepen van Roeselare. Na de gemeenteraadsverkiezingen van oktober 2024 bleef ze schepen voor stadsontwikkeling.
Op 2 oktober 2019 deelde CD&V mee dat Muylle Wouter Beke ging vervangen als federaal minister van Werk, Economie en Consumentenzaken in de aftredende regering-Michel II. Beke zelf verhuisde naar de Vlaamse regering-Jambon. Een dag later legde ze bij koning Filip van België de eed af als minister. Als minister van Werk en Economie stond ze in de frontlinie tijdens de coronacrisis en nam ze belangrijke maatregelen zoals de invoering van de tijdelijke werkloosheid en het corona-ouderschapsverlof, dat ouders opvangmogelijkheden bood tijdens de sluiting van het onderwijs. Voor de evenementen en de reissector introduceerde ze het vouchersysteem, waardoor deze sectoren niet in liquiditeitsproblemen kwamen. Vanaf april tot eind september 2020 was ze ook lid van de Nationale Veiligheidsraad waar ze de exitstrategie voor bedrijven, retail en horecasector mee op gang trok. 
Muylle bleef minister tot 1 oktober 2020, toen de regering-De Croo de eed aflegde. Vervolgens werd ze opnieuw lid van de Kamer, waar ze actief werd in de commissie Werk, Sociale Zaken en Pensioenen en het beleid rond arbeidsmarkt en werk ging opvolgen. In oktober 2022 werd zij samen met Robrecht Bothuyne aangesteld tot nationaal ondervoorzitter van CD&V. In die hoedanigheid diende Muylle de lokale afdelingen van de partij te begeleiden en de gemeenteraadsverkiezingen van oktober 2024 strategisch voor te bereiden.
Bij de federale verkiezingen van juni 2024 was ze lijsttrekker in de kieskring West-Vlaanderen en werd zo herverkozen in de Kamer. Muylle behaalde 37.115 voorkeursstemmen en werd zo bij deze verkiezingen de derde populairste politicus in haar provincie. In de nasleep van deze verkiezingen werd ze binnen haar partij ook verkozen tot fractieleider in de Kamer. In maart 2025 nam Muylle ontslag uit deze functie om zich meer op haar andere politieke mandaten te concentreren.
Muylle is tevens bestuurder van verschillende zorginstellingen, waaronder Sint-Jozef in Pittem en AZ Delta in Roeselare.

## Ereteken
- 2019: Officier in de Leopoldsorde[8]